# Kell am See (commune fusionnée)
Pour les articles homonymes, voir Kell am See et Kell.
Kell am See était une Verbandsgemeinde (collectivité territoriale) de l'arrondissement de Trèves-Sarrebourg dans la Rhénanie-Palatinat en Allemagne. Le siège de cette Verbandsgemeinde était dans la ville de Kell am See. Le 1er janvier 2019, la nouvelle commune fusionnée de Saarburg-Kell a été créée grâce à la fusion avec la commune fusionnée de Saarburg.
La Verbandsgemeinde de Kell am See consistait en cette liste d'Ortsgemeinden (municipalités locales) :

Localisation de la Verbandsgemeinde de Kell am See dans l'arrondissement de Trèves-Sarrebourg

1. Baldringen
2. Greimerath
3. Heddert
4. Hentern
5. Kell am See
6. Lampaden
7. Mandern
8. Paschel
9. Schillingen
10. Schömerich
11. Vierherrenborn
12. Waldweiler
13. Zerf